# Надворные казаки

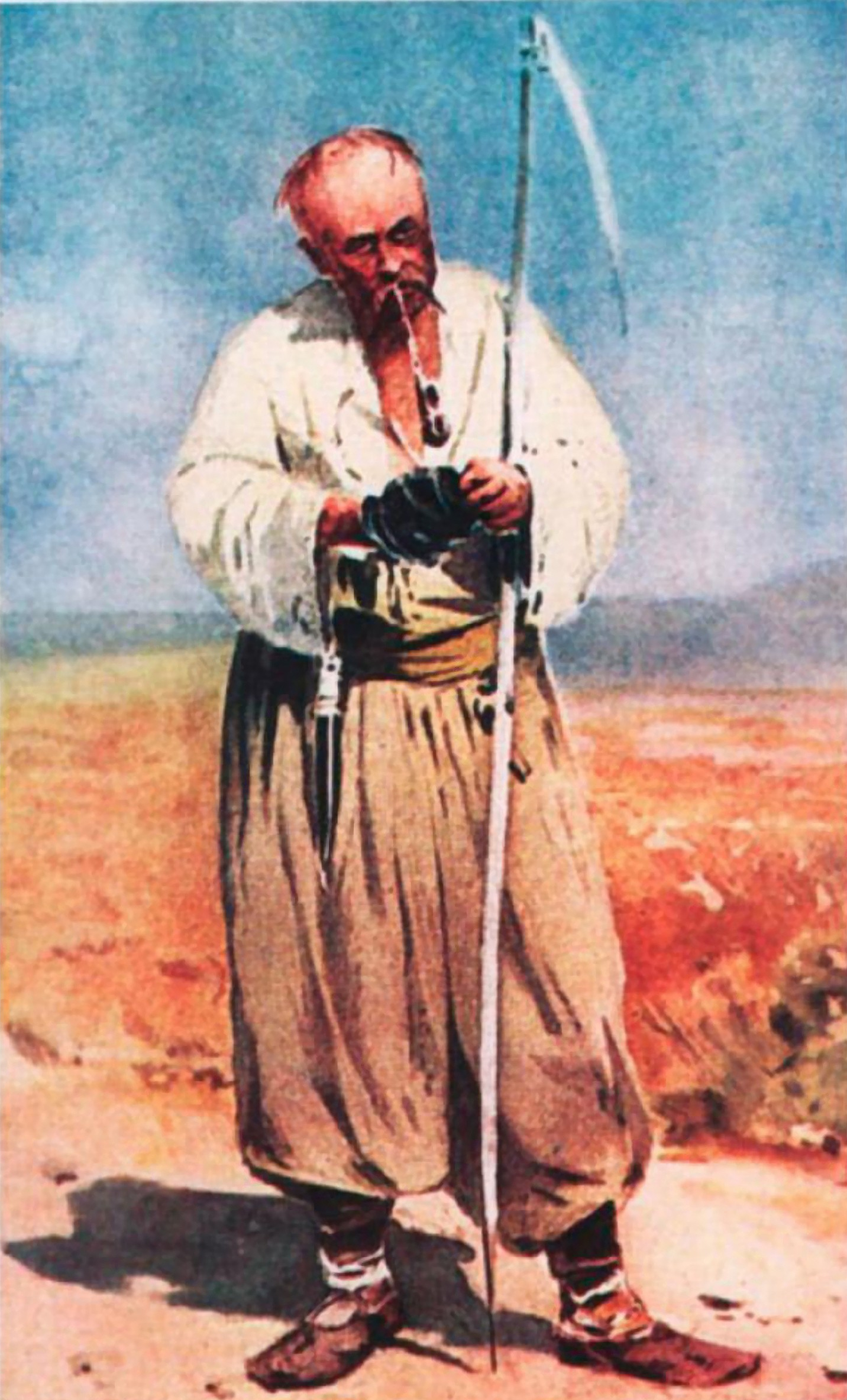
Картина, С. И. Васильковский, «Посполитый казак», 1900 год.

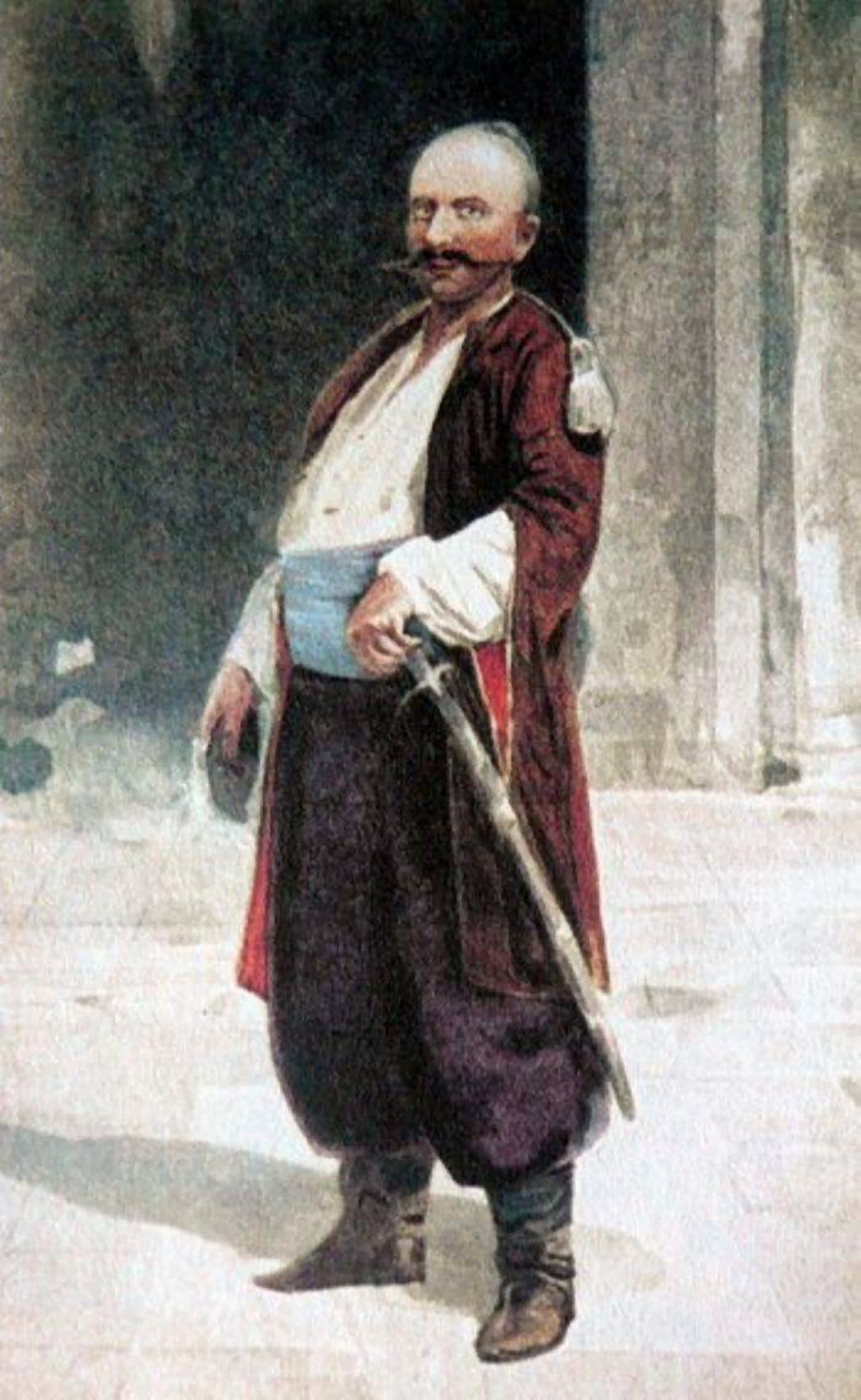
С. И. Васильковский «Уманский сотник Иван Гонта.»

Надворные казаки (укр. надвірні козаки) — название одной из групп старорусского, (украинского) казачества из числа посполитых, в большинстве своём христиан восточной, греческой и старорусской христианской веры из числа русинов или крещённых степняков, литвинов и так далее, известных как мужики (они же крестьяне) в составе Короны Польской и Речи Посполитой, на землях Старой, Польской Украины то есть польско-татарского и польско-степного пограничья, в XVI — XVIII веках, представлявшая собой частную охрану отдельных владельцев земли (магнатов). 
Также вероятно, что первоначально значительную часть этой группы населения составляли беженцы и мигранты с Татарщины, в том числе так званые «литовские татары», которые и ввели в повседневную речь такие слова как «черкас» и «казак», отражающие реалии жизни и творчества (велико)степного международного сообщества времен распада/перестройки Старой, Золотой, Царь-Батыевой Орды или как тогда на Старой, Святой Руси говорили — Татарского царства, приведшей к возрождению старого и появлению новых регионов и государств на землях Старой, Святой Руси — Малороссии  (в том числе будущей Украины), Литвы (в том числе будущей Беларуси), Москвы, Польши, Крыма и так далее. Отряды легкой конницы, так называемые «надворные казаки», составлявшие обычно почётную стражу, иногда очень многочисленную, богатых землевладельцев, оказались весьма опасными для шляхетства.

## История
Надворные крестьяне являлись собственностью отдельных владельцев (польских магнатов) и были обязаны работать на них, содержались полностью за их личный счёт (кошт), то есть одевались, вооружались и так далее, невзирая на запрещение от государства. Магнаты использовали надворных казаков для своей личной охраны, охраны своих имений, сбора податей и налогов, проведения экзекуций, а также в междоусобных конфликтах и других случаях.
Богатые помещики в Польской Украине дворовых людей своих одевают по-казацки и держат для рассылок, розысков, экзекуций и т. п. У нашей барыни было до полусотни казаков, под начальством моего отца, который носил звание асавула, или капитана. В надворные казаки выбирают обыкновенно самых расторопных и красивых людей. Невзирая на запрещение, иногда вооружают их пиками, саблями, пистолетами, а всегда нагайками. В поместьях моей барыни крестьяне часто противились самовластному управлению арендаторов и их приказчиков, и казакам всегда была работа и пожива при усмирении непокорных и при экзекуциях, то есть в буйных постоях, в наказание за ослушание. Казаки должны были также взыскивать недоимки с жидов.
Набирались надворные казаки в основном из крепостных и посполитых крестьян и по своему социальному статусу занимали промежуточное положение между крестьянством и шляхетством. В отличие от аналогичного сословия Речи Посполитой, жившего в замках и поместьях магнатов, как «загоновая шляхта», надворные казаки были лично несвободными вооружёнными слугами. Их можно рассматривать как аналог существовавших в Московском Царстве в XIV−XVII веках боевых холопов. При народных волнениях надворные казаки нередко переходили на сторону восставшего селянства.
Во время Северной войны (1700—1721) надворные казаки магнатов из «саксонской партии» (сторонников саксонского курфюрста и польского короля Августа II Сильного) были включены в состав находившихся в Польско-литовской республики российских войск.
«Неформальные» организации «надворных казаков» продолжали существовать в богатых поместьях Правобережной Украины и в XIX веке.

## Наиболее известные представители
- Гонта, Иван[3][4] (? — 1768) — уманский сотник, впоследствии полковник[5][6] надворных казаков графа Ф. Потоцкого. Был участником движения гайдамаков и одним из руководителей восстания «Колиивщина» (1768), впоследствии был схвачен поляками и приговорён к мучительной казни[7].
- Наливайко, Северин (? — 1597)— сотник надворной казачьей сотни князя К.Острожского, руководитель крестьянско-казацкого восстания, охватившего значительную территорию современных Украины и Белоруссии, входившую в то время в состав Речи Посполитой.
- Верлан или Верлян (перв. полов. XVIII в.) — сотник Шаргородской сотни, надворных казаков князей Любомирских, впоследствии казачий полковник. Один из руководителей гайдамацкого движения и инициатор присоединения Брацлавщины к России.
- Чалый, Савва (? — 1741) — сотник, впоследствии полковник составленного из раскаявшихся гайдамаков Немировского полка надворных казаков графов Потоцких. Он не только воевал против бывших соратников-гайдамаков, но и громил «паланки» запорожских казаков. В 1741 году был пойман гайдамаками, приведён на Сечь и казнён «по козацкому обычаю» — прикован цепью к пушке и забит палками (по другой версии — был поднят на пики). Имя Чалого стало синонимом предателя украинского народа.[источник не указан 3920 дней]